# Abronica
Famille
Genre
Abronica est un genre de mollusques gastéropodes marins, le seul de la famille des Abronicidae.

## Systématique
La famille des Abronicidae a été créée en 2017 par Tatiana Korshunova (d), Alexander Vladimirovitch Martynov (d), Torkild Bakken (d), Jussi Evertsen (d), Karin Fletcher (d), I. Wayan Mudianta (d), Hiroshi Saito (d), Kennet Lundin (d), Michael Schrödl (d) et Bernard E. Picton (d),.
Le genre Abronica a été créé en 2016 par Kristen Cella (d), Leila Carmona Barnosi (d), Irina Ekimova (d), Anton Chichvarkhin (d), Dimitry Schepetov (d) et Terrence M. Gosliner (d),. Son espèce type est Abronica abronia.

## Liste d'espèces
Selon World Register of Marine Species (13 mars 2025) :
- Abronica abronia (MacFarland, 1966)
- Abronica payaso A. Y. Kim & Gosliner, 2024
- Abronica purpureoanulata (Baba, 1961)
- Abronica turon A. Y. Kim & Gosliner, 2024

### Publications originales
- Famille des Abronicidae :
  - [2017] (en) Tatiana Korshunova, Alexander Vladimirovitch Martynov, Torkild Bakken, Jussi Evertsen, Karin Fletcher, I. Wayan Mudianta, Hiroshi Saito, Kennet Lundin, Michael Schrödl et Bernard E. Picton, « Polyphyly of the traditional family Flabellinidae affects a major group of Nudibranchia: aeolidacean taxonomic reassessment with descriptions of several new families, genera, and species (Mollusca, Gastropoda) », ZooKeys, Sofia, Pensoft Publishers (d), vol. 717, no 717,‎ 30 novembre 2017, p. 1-139 (ISSN 1313-2989 et 1313-2970, OCLC 248547717, PMID 29391848, PMCID 5784208, DOI 10.3897/ZOOKEYS.717.21885, lire en ligne). .
- Genre Abronica :
  - [2016] (en) Kristen Cella, Leila Carmona Barnosi, Irina Ekimova, Anton Chichvarkhin, Dimitry Schepetov et Terrence M Gosliner, « A Radical Solution: The Phylogeny of the Nudibranch Family Fionidae », PLOS One, PLoS, vol. 11, no 12,‎ 15 décembre 2016, e0167800 (ISSN 1932-6203, OCLC 228234657, PMID 27977703, PMCID 5158052, DOI 10.1371/JOURNAL.PONE.0167800, lire en ligne). .